# Carnegie Endowment for International Peace
Het Carnegie Endowment for International Peace (CEIP) (“Carnegie-fonds voor internationale vrede”) is een onpartijdige denktank voor internationale aangelegenheden met hoofdkantoor in Washington D.C., en verschillende vestigingen in Europa, Zuid- en Oost-Azië en het Midden-Oosten. De organisatie werd in 1910 opgericht door Andrew Carnegie en beschrijft zichzelf als “toegewijd aan het bevorderen van samenwerking tussen landen, het verminderen van wereldwijde conflicten en het bevorderen van actieve internationale betrokkenheid tussen de Verenigde Staten en landen over de hele wereld”.